# Adelzhausen
Adelzhausen é um município da Alemanha, localizado no distrito de Aichach-Friedberg no estado da Baviera. Pertence ao Verwaltungsgemeinschaft de Dasing.